# Bayureja
Bayureja is een bestuurslaag in het regentschap Majalengka van de provincie West-Java, Indonesië. Bayureja telt 1503 inwoners (volkstelling 2010).